# Hamilton Harbour
Der Hamilton Harbour ist der Hafen von Hamilton, der Hauptstadt der Bermuda-Inseln. Er dient als ein wichtiger Hafen für den Personenverkehr, für Kreuzfahrten, für Frachtschiffe sowie für Yachten.

## Geographie
Der Hamilton Harbour liegt zwischen dem südlichen Paget Parish und dem nördlichen Pembroke Parish und ist ein natürlicher Hafen. Er bildet das Ende des Großen Sunds.

## Geschichtliches
Der Name des Hafens wurde in Anlehnung an die sich anschließende Stadt Hamilton gewählt und geht auf den ehemaligen Gouverneur von Bermuda Henry Hamilton zurück. Davor wurde der Hafen Paget’s Port genannt. Nachdem 1815 Hamilton an Stelle von Saint George’s zur Hauptstadt ernannt wurde, legten auch die meisten Schiffe von nun an in Hamilton Harbour an.
Es existieren einige kleinere Inseln, beispielsweise die Hinson’s Island, Marshall’s Island und Hawkins Island, die nahe der Hafeneinfahrt gelegen sind. Diese behindern ebenso wie die direkt in der Mitte befindliche kleine Insel White’s Island das Einlaufen größerer Schiffe. Die Royal Navy erweiterte in einer sich über mehrere Jahre erstreckenden Arbeit die Fahrrinne, damit auch ihre Kriegsschiffe in den Hamilton Habour einlaufen konnten, was auch für die großen Kreuzfahrtschiffe sehr vorteilhaft war. Im Jahre 2008 entstanden durch den  Hurrikan Bertha einige Schäden an den Hafenanlagen.
Inzwischen hat sich die Größe der Kreuzfahrtschiffe weiter erhöht. Für diese ist es schwierig, im Hamilton Habour zu navigieren. So gibt es Überlegungen, die Einfahrt zu erweitern, Inseln abzutragen und den Dock-Bereich umzugestalten oder zu verlegen.

## Regattasegeln
Im Hamilton Harbour werden auch Teile einiger bedeutender Segelregatten, beispielsweise des Onion Patch ausgetragen.